# 马夫拉宫
马夫拉宫（葡萄牙語：Palácio de Mafra）是一座巨大的巴洛克和意大利化的新古典主义宫殿-修道院，位于葡萄牙的马夫拉，由于其极为庞大的规模，使得小城相形见绌。据称葡萄牙修建这座宫殿是要与马德里郊外的西班牙王宫埃斯科里亚尔修道院竞争，但是更像是迎合梵蒂冈的权势，修道院类似教宗的官邸。2019年作為「馬夫拉皇室建築 – 宮殿、大教堂、修道院、塞爾科花園及塔帕達狩獵公園」的一部分獲列入世界遺產。
这座宫殿也是一座方济各会修道院，兴建于若昂五世统治时期（1707-1750），国王在1711年许愿，如果王后为他生下后嗣，他将建造一座修道院。长女芭芭拉公主出生后，国王开始兴建这座宫殿。
这个庞大的建筑群是葡萄牙最豪华的巴洛克建筑之一，沿着一条中轴线对称。修道院建筑位于主立面后面。这座建筑还有一个大型图书馆，约有40,000册罕见的书籍。
这座圣殿装饰有若干意大利雕塑，有6架古老的管风琴和2个钟琴，包括92口钟。

## 图片

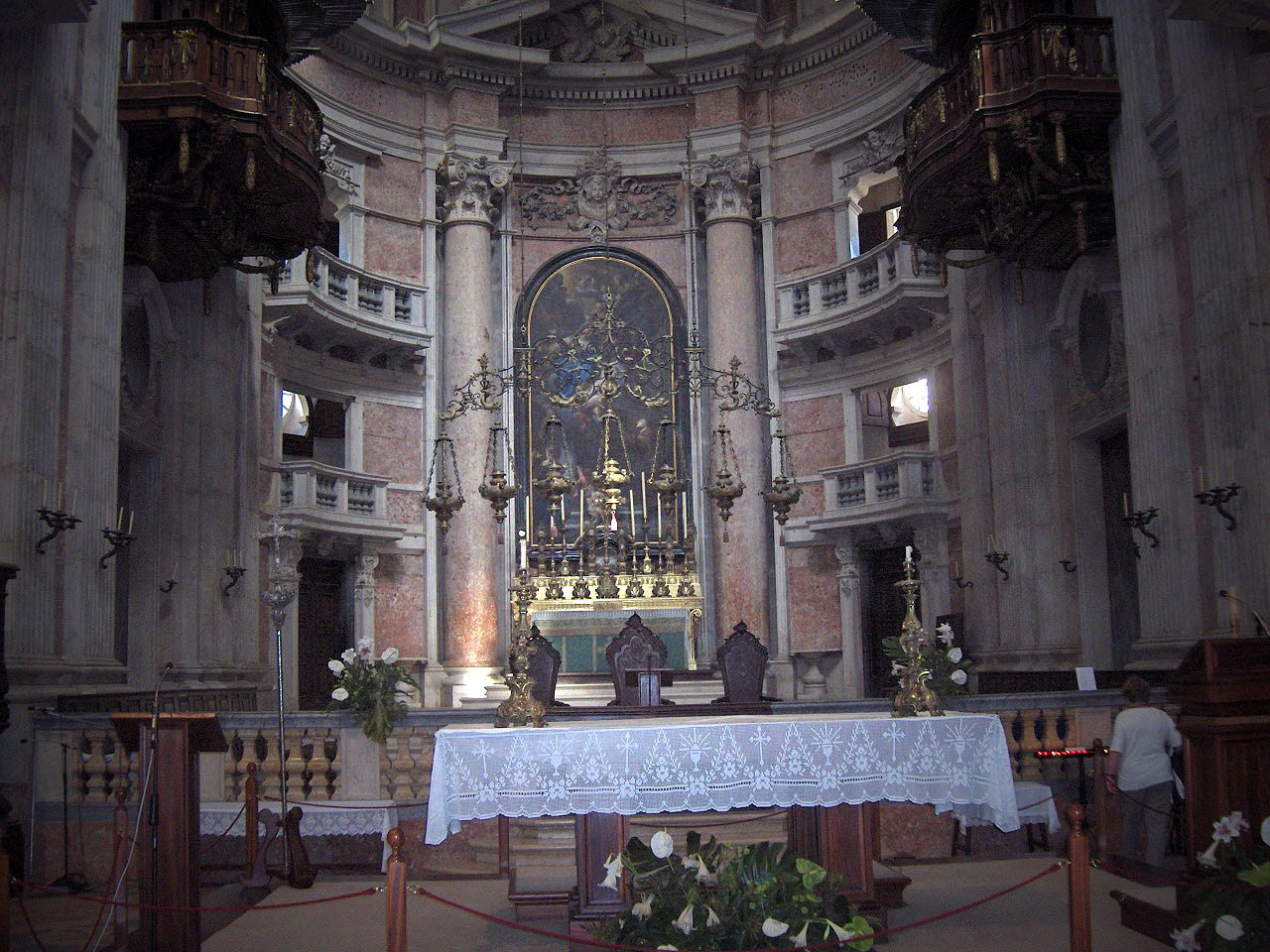
圣殿的主祭台和唱经楼
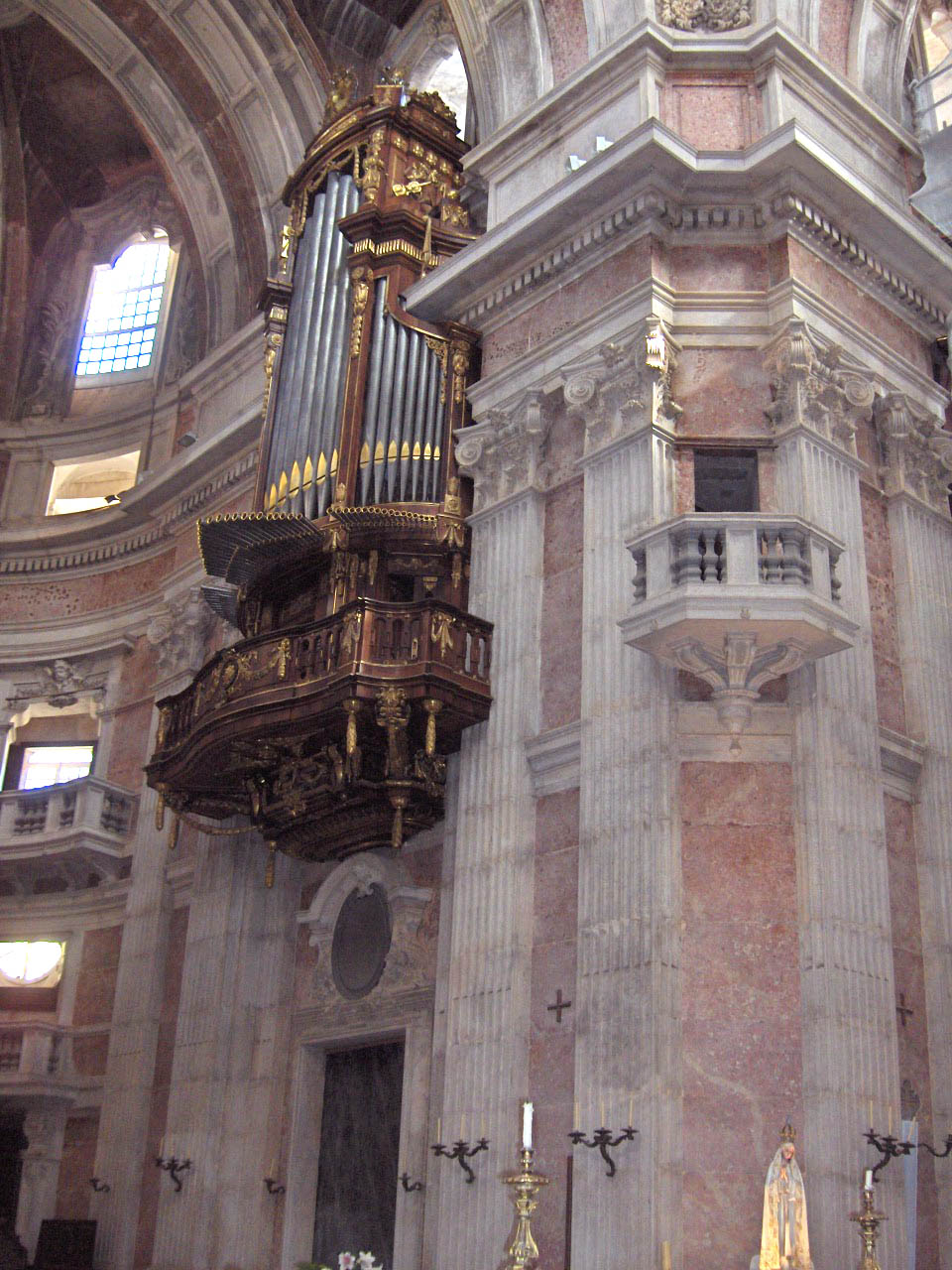
管风琴
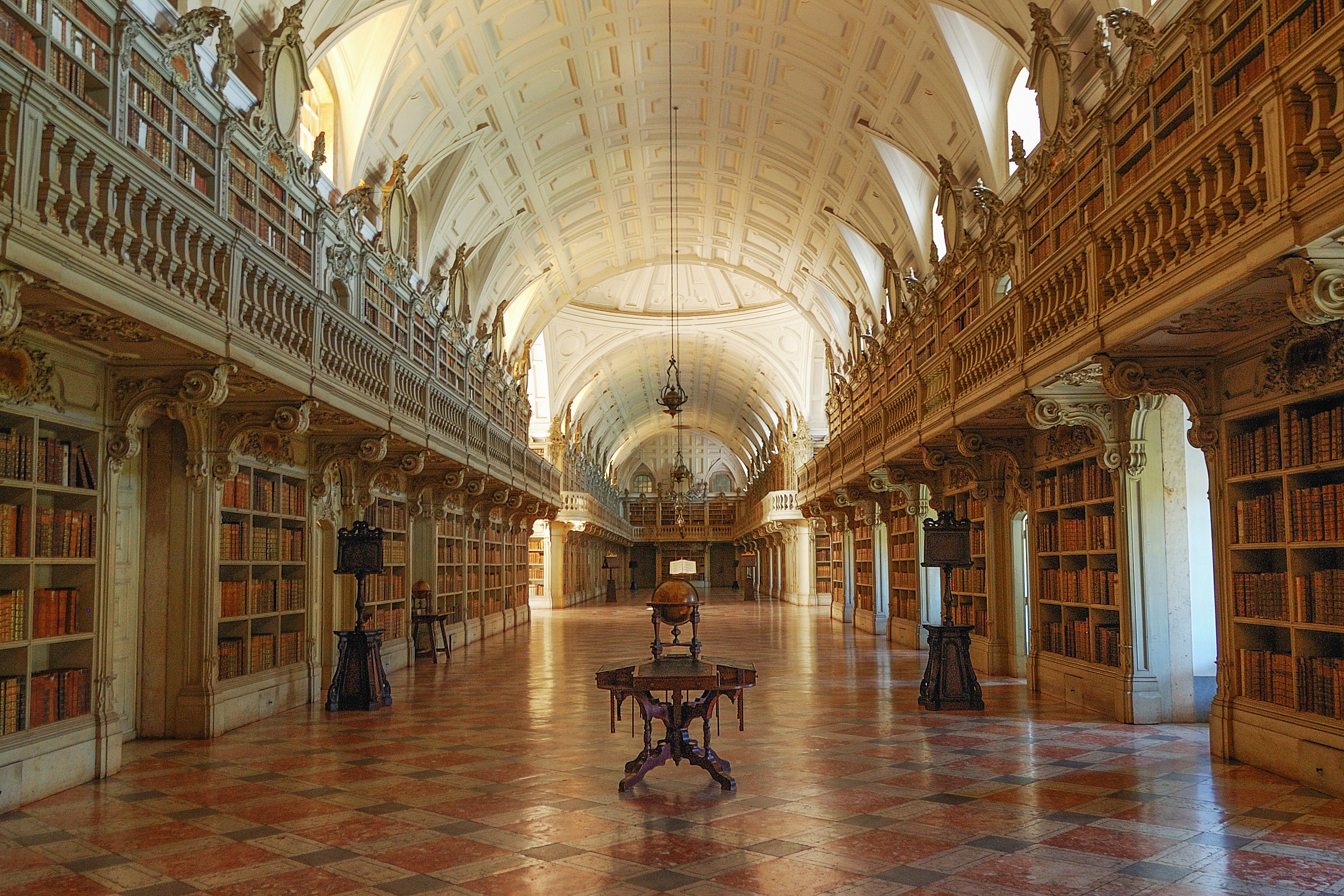
图书馆
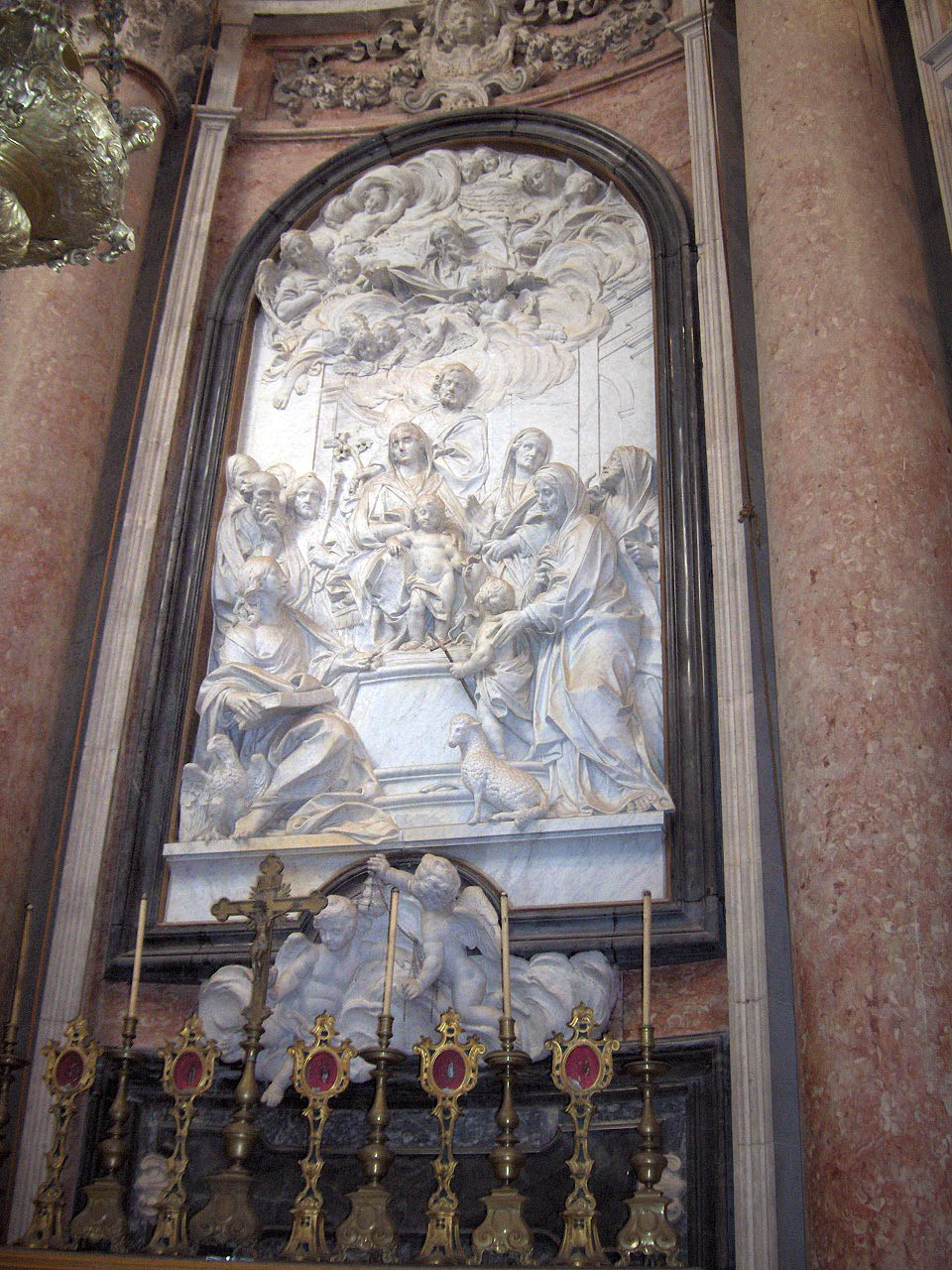
浮雕